# 何塞·路易斯·罗德里格斯·萨帕特罗
何塞·路易斯·罗德里格斯·萨帕特罗（西班牙語：José Luis Rodríguez Zapatero；1960年8月4日— ），前西班牙首相。

## 早期生涯
萨帕特罗生于卡斯提亞-雷昂自治区瓦伊多利德的一个富裕家庭。他的家庭有长期从事左翼政治的历史。他的父亲，胡安·罗德里格斯·加西亚-罗萨诺（Juan Rodríguez García-Lozano），是一名杰出的律師；他的母亲于2000年去世。他的祖父胡安·罗德里格斯·罗萨诺是共济会的会员，也是一名共和党军官。他在西班牙内战中，被民族主义者处决，而当时萨帕特罗的父亲只有8岁。有人认为萨帕特罗也是共济会会员。
萨帕特罗成长于莱昂，并于1966年9月开始在宗教学校Discípulas de Jesús接受教育。1970年9月，他进入Colegio Leonés读书，这是当时莱昂唯一的私立寄宿学校。他后来进入雷昂大学学习法律，并于1982年毕业。毕业后，萨帕特罗在莱昂大学里担任宪法学教授。1986年，他当选为议员。

## 步入政坛

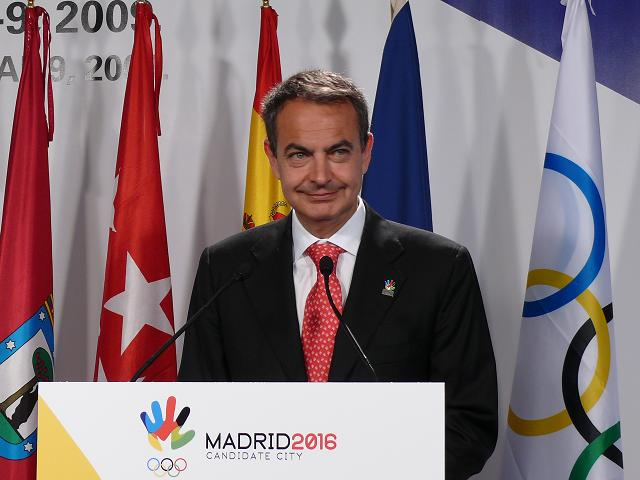
萨帕特罗在2016年夏季奧運會爭取主辦權期間在國際奧委會會議場地為候選城市西班牙馬德里站台。

16歲的萨帕特罗在家人的陪同下，于1976年8月15日第一次参加了政治集会。这是由西班牙工人社会党在希洪举行的一次集会。1976年7月21日，組織政党在西班牙已经合法化，但是被封禁的社会主义政党直到1977年才被给与合法的地位。在那次集会上，费利佩·冈萨雷斯，西班牙工人社會黨领袖以及未来的西班牙首相，发表了一个对萨帕特罗影响深远的演讲。冈萨雷斯说“社会主义者的目标是让劳动阶级获得政权并改变产品的所有制形式”以及“社會黨是一个革命的政党，但不是革命者或冒险主义者，因为它支持通过选举的方式来取得政权”。
萨帕特罗和他的家人传统上对西班牙共产党感兴趣，因为它是佛朗哥在1975年去世之前唯一一个组织严密，受到當局嚴厲監視及非法的左派政党。但是在希洪的集会后，他们开始相信，社会党比共產黨在西班牙左派發展中更有潜力。1977年，在第一次民主选举中，萨帕特罗同时支持共产党和社会党。他在1979年正式选择了社会党，并于1979年2月23日被吸收成为其党员。1982年，他成为其青年組織的领导人。
1986年，他被选举为莱昂省在议会的议会代表，成为最年轻的议会代表。萨帕特罗在1987年組織了一個聯合以取得萊昂的市長職位。他聲稱有必要對城市“負面的變化”作改變，以“正常化”她的民主生活，並結束和其他機構的“坏聯係”，例如區域政府卡斯蒂利亚和萊昂。 在一場複雜的鬥爭結束了長期的分裂和内斗后，1988年，萨帕特罗被任命為社會黨秘書長。
萨帕特罗標榜自己為“左翼保守派”（經濟上同意自由市場經濟，社會上自由主義），表示他認爲自己是在西班牙内戰中落敗的左派的繼承者。
1994年7月，萨帕特罗再次在第7節地區會議中以68%的選票當選秘書長。1995年，新的地區地方選舉舉行。社會黨受到挫敗，他們失去了萊昂市議會的4席和卡提亞-萊昂地區議會的2席。這個情況是由於當時的經濟情況和對該黨貪污的指控。 1996年，在接下來的普選中，社會黨慘敗，結束14年執政，但萨帕特罗成功保住了他在議會的席位。1997年，萨帕特罗被選為社會黨在萊昂地區的秘書長，並被賦以全國行政部（National Executive）的職位，這是該政黨的國家管理主體。

## 社會黨領袖
2000年3月12日舉行的大選，社會黨再次敗給何塞·玛丽亚·阿斯纳尔領導的人民黨。萨帕特罗保住了自己的席位，但是社會黨只獲得125個席位，比1996年少了16席。這次落敗使得人民黨意外的在議會獲得了絕對大多數。
萨帕特罗在當年6月的第35屆黨大會上決定競選黨秘書長。他提出了更新的、更中間路綫的方針，並稱之爲“Nueva Vía”，亦即第三條道路。同年6月25日，萨帕特罗在萊昂的一次演講中宣佈了自己競選黨秘書長的意願，他的主張包括：
1. 建立一個接受所有外國人的社會；
2. 優先考慮教育和創造就業機會；
3. 給以父母更多的時間以照顧孩子和老人；
4. 大力宣揚文化；
5. 把西班牙轉變成爲一個受人尊敬的並幫助其他需要幫助的人的國家；
6. 幫助那些主動地和有進取心的人（To help those with initiative and enterprising qualities）
7. 鼓勵民主，給以政治多樣性更多的空間，發揚更深的價值觀（To foster democracy, to lend distinction to politics and to promote deeper values over temporary interests）

萨帕特罗是一名黑馬候選人。他的反對者指責他沒有經驗，但是他的支持者認爲他有改革家的形象，並且在競選者中唯獨他是議員。最後，萨帕特罗以小票數獲勝（995票中獲得414；對手José Bono獲得405票），時年40歲，是僅次岡撒雷斯的年輕社會黨領袖，亦成為反對黨領袖。
開始的時候，他表示他將會以建設性的，而不是破壞性的態度對待政府。他甚至使用了"Oposición Tranquila"（冷靜地反對）。因爲社會黨沒有立即受到人們的歡迎，他被冠以了“小鹿斑比”（“Bambi”）的綽號，特別是當選秘書長后的最初一個月。但是很快他就重新贏回了當初的政治動力。

## 首相
由於執政人民黨2003年追隨美國參與伊拉克戰爭，因而招致2004年的马德里三一一连环爆炸案，导致近200人死亡，威信受創，在強烈的反戰聲音下，他領導的西班牙工人社会党于2004年3月14日赢得大选，在野8年後重新执政，社會黨組建少數政府。
他的政府最引人注目的措施包括从伊拉克撤军，以及2005年率先推動西班牙同性婚姻合法化，使西班牙成為第三個同性婚姻合法化的國家。
2008年大選成功連任，社會黨再次組建少數政府。

### 轶事
- 2007年11月10日，时任西班牙首相萨帕特罗在第17届伊比利亚美洲首脑会议上多次被时任委内瑞拉总统烏戈·查維茲打断发言，时任西班牙国王胡安·卡洛斯一世就此大骂查韦斯“你怎么还不闭嘴？”（¿Por qué no te callas?），结果網路爆紅，而萨帕特罗本人当时并未意识到这句话的影响。[1][2]
- 2010年1月4日，欧盟的官方网站遭到黑客袭击，时任欧盟轮值主席西班牙首相萨帕特罗被恶搞，其头像被人换成了与其长相相似的罗温·艾金森（憨豆先生的扮演者）。[3]

### 下台
2011年，由於受到不断恶化的经济形势的影响，他被指處理經濟不力，被迫宣布放棄連任，並提前大選。這次大選，工人社會黨慘敗，僅得110席，是恢復民主政治以來最差的成績。他於12月21日正式移交政權。